# Sergej Afanasiev
Sergej Andrejevitj Afanasiev (ryska: Сергей Андреевич Афанасьев), född 25 mars 1988 i Moskva, är en rysk racerförare.

## Racingkarriär
| År   | Klass/Mästerskap                        | Team                            | Bil                                  | Totalt/poäng | Bästa placering              |
| ---- | --------------------------------------- | ------------------------------- | ------------------------------------ | ------------ | ---------------------------- |
| 2003 | Formula RUS                             | ?                               | AKKC FR 02/2 (Alfa Romeo)            | 4:a/39p      | ?                            |
| 2004 | Formula Renault Monza                   | BWM Minardi Junior Team         | Renault FR1600                       | 13:e/32p     | ?                            |
| 2004 | Formula RUS                             | Lukoil Racing Junior Team       | AKKC FR 02/2 (Alfa Romeo)            | 1:a/63p      | ?                            |
| 2005 | Formula Renault 2.0 Germany             | Lukoil Racing Team              | Tatuus FR2000 (Renault)              | 10:a/155p    | 4:a på Assen (Race 1)        |
| 2005 | Formula Renault 2.0 Eurocup             | Lukoil Racing Team              | Tatuus FR2000 (Renault)              | 24:a/9p      | 4:a på Oschersleben (Race 1) |
| 2006 | Formula Renault 2.0 NEC                 | Lukoil Racing                   | Tatuus FR2000 (Renault)              | 8:a/167p     | 1:a på Assen (Race 2)        |
| 2006 | Formula Renault 2.0 Switzerland         | ?                               | Tatuus FR2000 (Renault)              | 2:a/230p     | Sex segrar                   |
| 2007 | Formula 3 Euro Series                   | HBR Motorsport                  | Dallara F305 (Mercedes)              | -/0p         | ?                            |
| 2007 | Masters of Formula 3                    | HBR Motorsport                  | Dallara F305 (Mercedes)              | Bröt         | Bröt                         |
| 2008 | International Formula Master            | JD Motorsport                   | Formula S2000 (Honda)                | 8:a/28p      | 1:a i Pau (Race 1)           |
| 2008 | Formula Renault 3.5 Series              | KTR                             | Dallara FR35 (Renault)               | -/0p         | 17:e på Le Mans (Race 1)     |
| 2009 | International Formula Master            | JD Motorsport                   | Tatuus IFM (Honda K20A)              | 2:a/68p      | 1:a på Hungaroring (Race 2)  |
| 2010 | FIA Formula Two Championship            | Lukoil (huvudsponsor)           | Williams JPH1B F2 (Audi)             | 3:a/157p     | 2:a på Monza (Race 2)        |
| 2011 | Auto GP                                 | DAMS                            | Lola B05/52 (Zytek)                  | 3:a/117p     | Tre segrar                   |
| 2012 | City Challenge Baku GT                  | HEICO Motorsport                | Mercedes-Benz SLS AMG GT3            | 4:a          |                              |
| 2012 | ADAC GT Masters                         | Team rhino's Leipert Motorsport | Lamborghini Gallardo LP600+          | -            |                              |
| 2012 | FIA GT3 European Championship           | Rhino's Leipert Motorsport      | Lamborghini Gallardo LP600+ GT3      | 16:a/12p     |                              |
| 2012 | FIA GT1 World Championship              | Valmon Racing Team Russia       | Aston Martin DBRS9                   | -            |                              |
| 2013 | Blancpain Endurance Series              | Black Falcon                    | Mercedes SLS AMG GT3                 | -            |                              |
| 2013 | ADAC GT Masters                         | Polarweiss Racing               | Mercedes-Benz SLS AMG GT3            | 14:a/75p     |                              |
| 2013 | Fiat GT Series                          | HTP Gravity Charouz             | Mercedes-Benz SLS AMG GT3            | 1:a/136p     | Sju segrar                   |
| 2013 | Dunlop 24H Dubai                        | Team Abu Dhabi by Black Falcon  | Mercedes SLS AMG GT3                 | 4:a          |                              |
| 2014 | Blancpain GT Series                     | HTP Motorsport                  | Mercedes-Benz SLS AMG GT3            | 10:a/35p     |                              |
| 2014 | Blancpain Endurance Series              | HTP Motorsport                  | Mercedes SLS AMG GT3                 | 5:a/53p      |                              |
| 2015 | TCR International Series                | Craft-Bamboo Lukoil             | Seat Leon Cup Racer                  | 7:a/133p     | Tre podiumplaceringar        |
| 2016 | TCR International Series                | Craft-Bamboo Lukoil             | SEAT León TCR                        | 9:a/141p     | En podiumplacering           |
| 2017 | Lamborghini Super Trofeo Europe         | ArtLine                         | Lamborghini Huracan                  | 5:a/70p      | Två podiumplaceringar        |
| 2018 | Lamborghini Super Trofeo World Final    | Artline Team Georgia            | Lamborghini Huracan Super Trofeo     | 5:a/11p      |                              |
| 2018 | Lamborghini Super Trofeo Europe         | ArtLine Racing                  | Lamborghini Huracan Super Trofeo     | 10:a/39p     | En seger                     |
| 2019 | Intercontinental GT Challenge           | Mercedes-AMG Team Black Falcon  | Mercedes-AMG GT3                     | -            |                              |
| 2019 | Lamborghini Super Trofeo World Final    | Bonaldi Motorsport              | Lamborghini Huracán Super Trofeo Evo | 6:a/10p      |                              |
| 2019 | Lamborghini Super Trofeo Europe         | Bonaldi Motorsport              | Lamborghini Huracán Super Trofeo Evo | 1:a/139p     | Tre segrar                   |
| 2019 | Lamborghini Super Trofeo Middle East    | ArtLine Team Georgia            | -                                    |              | Podumplacering i alla race   |
| 2020 | GT World Challenge Europe Endurance Cup | Haupt Racing Team               | Mercedes-AMG GT3                     | 2:a/77p      |                              |
| 2020 | Intercontinental GT Challenge           | Black Falcon, HRT               | Mercedes-AMG GT3                     | -            |                              |
| 2020 | Bathurst 12 Hour Race                   | Black Falcon                    | Mercedes-AMG GT3                     | 2:a          |                              |